# طفح السباحين
طفح السباحين(Seabather's eruption) هو طفح جلدي يحدث بسبب لسعات بعض شقائق البحر و قناديل البحر الكشتبانية.  في البداية، عادة ما يكون هناك إحساس بالوخز، يليه حكة في المنطقة المصابة.  و يحدث الطفح الجلدي عادة تحت ملابس السباحة الخاصة بالأشخاص.  و قد تستمر الأعراض لبضعة أسابيع.  قد تشمل المضاعفات عدوى الجلد البكتيرية الثانوية. 
تحدث معظم الحالات بعد السباحة في المحيط.   و يعتقد أن الآلية الأساسية تنطوي على سُمّين أولي يتبعه رد فعل تحسسي.  و لا ينتشر بين الناس.  يعتمد التشخيص بشكل عام على ظهور الأعراض الأولية.  تشمل الحالات الأخرى التي قد تبدو مشابهة حكة السباحين. 
قد يشمل العلاج استخدام الهيدروكورتيزون أو غسول الكالامين.  كما أن مضادات الالتهاب غير الستيروئيدية ومضادات الهيستامين قد تساعد أيضًا.   تتم الوقاية عن طريق الشطف بمياه البحر غير الملوثة بعد مغادرة الماء.  التعرض المتكرر للأسباب قد يؤدي إلى أعراض أسوأ. 
تحدث معظم الحالات في المناطق الاستوائية و شبه الاستوائية؛ على الرغم من أنه تم الإبلاغ عن حالات في أقصى الشمال مثل نيويورك.   إضافة إلى ذلك، فقد يتأثر الأطفال بشكل أكثر خطورة.  تم وصف الحالة في البداية في عام 1949.  على الرغم من استخدام مصطلح "قمل البحر"، إلا أنه لا يسببه قمل البحر ، و هو طفيل يصيب الأسماك فقط. 